# 贝拉夏
贝拉夏（Berasia），是印度中央邦Bhopal县的一个城镇。总人口24289（2001年）。

## 人口
该地2001年总人口24289人，其中男性12858人，女性11431人；0—6岁人口4311人，其中男2295人，女2016人；识字率56.95%，其中男性为64.47%，女性为48.48%。